# 侧线 (铁路)
侧线（Siding），在鐵路工程是指从道岔引出的侧向铁道，一般与正线相对，通常不會太長並有盡頭。侧线是此类线路的统称，包括到发线、越行线、机走线等。

## 類型

### 停車侧线
通常設於車廠、車站或其附近，主要用來停放列車。

### 折返侧线
供列車折返用，通常設於終點站。

### 安全侧线
安全侧線是一種進路隔開設備，防止列車或機車車輛進入另一列車或機車車輛進路的一種安全設備。